# ウォルト・ディズニー・モーション・ピクチャーズ・グループ
ウォルト・ディズニー・モーション・ピクチャーズ・グループ（英: Walt Disney Motion Pictures Group）とは 1994年に設立されたウォルト・ディズニー・スタジオの映画、配給部門を統括する持株会社である。2007年に現在の社名に変更されている。

## 概要
ウォルト・ディズニー・スタジオ内はこのウォルト・ディズニー・モーション・ピクチャーズ・グループと同じく「ディズニー・ミュージック・グループ」、「ディズニー・シアトリカル・グループ」と分かれており、この3つはその部門内の全子会社の総合体である。
元々はブエナビスタ・モーション・ピクチャーズ・グループという名前で、1955年にウォルト・ディズニー・スタジオが映画を配給するために設立したブエナ・ビスタ・インターナショナル配給会社（現在のウォルト・ディズニー・スタジオ・モーション・ピクチャーズ株式会社）に由来している。2007年に社名変更し、現在の社名となった。
2010年2月2日に『ニューヨーク・タイムズ』紙は、ディズニーが6億6,000万ドルで、ミラマックス・フィルムズを子会社化すると発表し、その後閉鎖を発表した。 

## 映像製作部門

### 自社
ディズニー本体による製作会社・スタジオ。
- ウォルト・ディズニー・ピクチャーズ
  - ザ・マペッツ・スタジオ - 2011年の『ザ・マペッツ』から共同製作。
- ウォルト・ディズニー・アニメーション・スタジオ - アニメーション映画。
- ディズニーネイチャー - ドキュメンタリー映画。
- ウォルト・ディズニー・スタジオ・モーション・ピクチャー・プロダクション - 実写映画。

### ウォルト・ディズニー・スタジオの主要子会社
ディズニー社が間接的に権利を有する作品の製作会社・スタジオ。
- ピクサー・アニメーション・スタジオ - 著作権表記は「Disney・PIXAR」。
- マーベル・スタジオ - マーベル・コミックを原作とした映画・テレビ会社。
  - マーベル・ファミリー・エンターテインメント - マーベル・テレビジョンとマーベル・アニメーションがマーベル・スタジオに吸収合併されたもの。
- ルーカスフィルム - ジョージ・ルーカスが設立した映画製作会社。
  - ルーカスフィルム・アニメーション
  - スカイウォーカー・サウンド
  - インダストリアル・ライト&マジック
- 20世紀スタジオ - 2019年3月20日に買収した映画会社。
  - ニュー・リージェンシー・プロダクション
  - 20デジタル・スタジオ
- 20世紀アニメーション
- サーチライト・ピクチャーズ
- ミラビスタ映画
- パタゴニック・フィルム・グループ

## 配給部門
- ウォルト・ディズニー・スタジオ・モーション・ピクチャーズ
  - ウォルト・ディズニー・スタジオ・モーション・ピクチャーズ・インターナショナル
  - 20世紀スタジオ - 自社配給ブランド。
  - サーチライト・ピクチャーズ - 自社配給ブランド。

日本国内における配給は、いずれもウォルト・ディズニー・ジャパンに一任されている。

## 過去の子会社
- タッチストーン・ピクチャーズ
- ハリウッド・ピクチャーズ
- ミラマックス・フィルムズ
  - ディメンション・フィルムズ
- マーベル・テレビジョン
- ブルースカイ・スタジオ

## 姉妹会社
ウォルト・ディズニー・スタジオは本業である映画、アニメーション製作以外でも、映画内の音楽の権版関連や不定期に行われる公演ライブなども運営をしている（日本では日本法人のウォルト・ディズニー・ジャパンが主催）。そのため以下の会社も全てウォルト・ディズニー・スタジオ傘下である。

### ディズニー・ミュージック・グループ
- ウォルト・ディズニー・レコード (Walt Disney Records)
- ハリウッド・レコード (Hollywood Records)
- フォックス・ミュージック (Fox Music)
- マーベル・ミュージック (Marvel Music)
- ディズニー・ミュージック・パブリッシング (Disney Music Publishing) - ディスニー社所有の音楽の権利所持。

### ディズニー・シアトリカル・グループ
- ディズニー・シアトリカル・プロダクションズ (Disney Theatrical Productions)
- ディズニー・ライブ・ファミリー・エンターテインメント (Disney Live Family Entertainment)
  - ディズニー・オン・アイス (Disney on Ice)
  - ディズニー・ライブ! (Disney Live!)

### ウォルト・ディズニー・スタジオ・オペレーションズ
- ウォルト・ディズニー・コア・スタジオ (Walt Disney Core Studios)
- ディズニー・プロスペクト・スタジオ (Disney's Prospect Studios)
- ディズニー・ゴールデン・オークランチ (Disney's Golden Oak Ranch)
- ディズニー・スタジオ・オーストラリア (Disney Studios Australia)

## 過去の姉妹会社

### ウォルト・ディズニー・パブリッシング・グループ
- ハイペリオンブックス (Hyperion Books)